# NGC 7689
NGC 7689 (другие обозначения — PGC 71729, ESO 192-7, IRAS23305-5422) — спиральная галактика с перемычкой (SBc) в созвездии Феникса. Открыта Джеймсом Данлопом в 1826 году. Описание Дрейера: «очень тусклый, крупный объект круглой формы, более яркий в середине».
В галактике вспыхнула сверхновая SN 1996al типа II, её пиковая видимая звездная величина составила 14,0. Линия излучения H-альфа в её спектре состояла из нескольких компонент, которые соответствуют скоростям расширения оболочки в 20 тысяч км/с, 9 тысяч км/с и 870 км/с. Также в ней наблюдались линии железа и гелия.
Этот объект входит в число перечисленных в оригинальной редакции «Нового общего каталога».